# Merolonche lupini
Merolonche lupini är en fjärilsart som beskrevs av Augustus Radcliffe Grote 1873. Merolonche lupini ingår i släktet Merolonche och familjen nattflyn. Inga underarter finns listade i Catalogue of Life.